# Kampuchea Democrată
Kampucea Democrată (în khmeră: កម្ពុជាប្រជាធិបតេយ្យ, Kâmpŭchéa Prâcheathippadey) este numele sub care a fost cunoscută Cambodgia când aceasta era condusă de către Khmerii Roșii (1975-1979).

## Ideologie
Conducerea statului a avut dorința de a distruge cultura politică ierarhică cu scopul de a reîntemeia societatea cambodjiană de la zero, ca cea mai egalitară, și, prin urmare, revoluționară ordine socială.
Khmerii Roșii credeau că adulții au fost "otrăviți" de fostul regim în vreme ce copiii erau încă puri și puteau să fie îndoctrinați cum trebuie. Astfel, tinerii primeau poziții de autoritate și arme. Erau lăudați și răsplătiți pentru munca lor la brigăzile mobile de muncă. Copiii erau învățați să spioneze pe rudele lor și să raporteze discuțiile suspicioase.

## Genocid
Regimul, prin execuții politice, înfometare și muncă forțată, a dus la moartea a 2 milioane de oameni (aproape un sfert din populația Cambodjei). Această politică a comuniștilor khmeri este numită "genocidul cambodjian" (în khmeră: បបប្រល័យពូជសាសន៍ b b braly pouchsasa), care a durat pe parcursul dictaturii Khmerilor Roșii, sfârșindu-se odată cu invazia vietnameză a Cambodjiei. 
Khmerii Roșii au arestat, chinuit și omorât pe oricine era suspectat de a face parte din mai multe grupuri de așa-ziși dușmani:
- oricine avea legături cu fostul guvern sau cu guverne străine;
- profesioniști și intelectuali (printre aceștia se numărau chiar și toți oamenii care purtau ochelari, muzicieni și creatori de film);
- etnicii vietnamezi, chinezi, tailandezi și alte minorității, precum și khmerii creștini, musulmani și preoți budiști;
- "sabotori economici": orășeni care erau "vinovați" de lipsa lor de experiență în domeniul agriculturii.

## Administrația
Khmerii Roșii au desființat provinciile tradiționale ale Cambodjiei și au împărțit țara în 7 zone geografice: Nord-vest, Nord, Nord-est, Est, Sud-vest, Vest și Centru, precum și două zone speciale: Kratie și Simireap.